# Лихівська волость
Л́ихівська волость — адміністративно-територіальна одиниця Верхньодніпровського повіту Катеринославської губернії.
Станом на 1886 рік складалася з 2 поселень, 2 сільських громад. Населення 3501 особа (1812 осіб чоловічої статі та 1689 — жіночої), 663 дворових господарства.
|                     | Площа, десятин | У тому числі орної, десятин |
| ------------------- | -------------- | --------------------------- |
| Сільських громад    | 8634           | 4200                        |
| Приватної власності | —              | —                           |
| Іншої власності     | 120            | 20                          |
| Загалом             | 8754           | 4220                        |

Найбільше поселення волості:
- Лихівка — село над річкою Омельник в 35 верстах від повітового міста, 3042 осіба, 596 дворів, православна церква, 13 лавок, 4 ярмарки, базар по неділях.

За даними на 1908 рік населення волості зросло до 6 784 осіб (3466 чоловічої статі та 3318 — жіночої), 1031 дворове господарство.